# 1838 Ursa
1838 Ursa је астероид. Приближан пречник астероида је 34,87 km,
а средња удаљеност астероида од Сунца износи 3,211 астрономских јединица (АЈ).
Инклинација (нагиб) орбите у односу на раван еклиптике је 21,994 степени, а орбитални период износи 2102,184 дана (5,755 година). Ексцентрицитет орбите астероида износи 0,021.
Апсолутна магнитуда астероида износи 10,60 а геометријски албедо 0,083.
Астероид је откривен 20. октобра 1971. године.